# Qarabalyq
Qarabalyq (ryska: Комсомолец, kazakiska: Қарабалық) är en ort i Kazakstan.   Den ligger i oblystet Qostanaj, i den nordvästra delen av landet, 700 km väster om huvudstaden Astana. Qarabalyq ligger 190 meter över havet och antalet invånare är 9 838.
Terrängen runt Qarabalyq är platt. Runt Qarabalyq är det mycket glesbefolkat, med 7 invånare per kvadratkilometer. Det finns inga andra samhällen i närheten. Trakten runt Qarabalyq består till största delen av jordbruksmark.